# Elizabeth Haywood
Elizabeth Haywood (* 20. Juli 1773 in Stepney, ein Stadtteil von London in England; † 29. Oktober 1836 in Launceston in Tasmanien) war mit einem Alter von 14 Jahren der jüngste weibliche Sträfling überhaupt, der in die damalige Sträflingskolonie Australien deportiert wurde. Elizabeth Haywood kam mit der First Fleet am 28. Januar 1788 in Port Jackson an.

## Leben
Über das frühe Leben von Elizabeth Haywood ist wenig bekannt. Sie war die Tochter von Samuel und Elizabeth Haywood. Am 10. Januar 1787 stand sie im Alter von 13 Jahren vor dem englischen Strafgerichtshof Old Bailey, da sie beschuldigt wurde, am 19. Dezember 1786 ein Leinenkleid, eine Seidenhaube und einen Stoffumhang gestohlen zu haben. Elizabeth wurde zu einer Deportation von sieben Jahren verurteilt. Bis zur Abreise der First Fleet verblieb sie im Newgate-Gefängnis. Anschließend wurde sie auf der Lady Penrhyn in die Sträflingskolonie Australien transportiert, dort kam das Schiff am 28. Januar 1788 an. Auf diesem Schiff herrschten während der Reise unmenschliche Bedingungen, nicht nur weil das Schiff schlecht im Wasser lag, sondern weil die Sträflinge Hunger erleiden mussten und es zu wenig Bekleidung gab. Schon auf dem Schiff mussten die weiblichen Sträflinge erdulden, dass sie von den Seeleuten, Royal Marines und Offizieren als Prostituierte betrachtet und behandelt wurden.
Die Frauen hatten ihren ersten Landgang am 4. Februar 1788, der in eine Reihe von sexuellen Übergriffen ausartete. Elizabeth Haywood wurde Mary Johnson als Haushilfe zugewiesen. Am 9. Februar 1789 wurde sie vor dem kolonialen Gericht zu 30 Peitschenhieben verurteilt, vermutlich wegen Ungehorsam gegenüber dem Mann von Mary Johnson.
Elizabeth Haywood kam im März 1790 mit der HMS Sirius nach Norfolk Island, die vor der Insel Schiffbruch erlitt. Sie hatte zwei Töchter mit William Nicholls, der als Sträfling im Dezember 1792 auf Norfolk Island ankam. Ihr Sohn George wurde 1802 geboren. Man nimmt an, dass George Collins der Vater war, da Nicholls die Insel lange davor verlassen hatte.
Elizabeth Haywood lebte, nachdem George Collins im Jahr 1803 gestorben war, mit Joseph Lowe zusammen, der am 17. September 1810 als Sträfling begnadigt wurde. Mit ihm hatte sie zwei Kinder.
Als die Sträflingskolonie Norfolk im Jahr 1813 aufgegeben wurde, reisten Elizabeth Haywood, Joseph Lowe und ihre beiden Kinder auf der Lady Nelson nach Port Dalrymple ins damalige Van-Diemens-Land, das heutige Tasmanien.